# コレラ族
コレラ族（ロシア語: Корела）は、中世のカレリア、イングリア等に関するルーシの史料に言及が見られる、バルト・フィン民族(ru)中の1部族である。
その起源には諸説あり、現カレリア人(ru)との関連性と共に論じられている。I・シャスコリスキー(ru)等は、10世紀頃の、独自の文化を形成していたカレリア人であると推察している。また、V.ラヴドニカス(ru)は、ラドガ湖東部から移動してきた、カレリア人の祖先であるとしている。さらにD.ブブリフ(ru)は、ヴェシ族もコレラ族と同様にカレリア人の祖先であるとしている。一方、H.キルキネンの、チュヂ族とヴェプス族とが融合したものがカレリア人とみなす説もある。
コレラという名称に関する最初の言及は、1066年書と年代特定された、ノヴゴロドの白樺文書のNo.590においてであり、レートピシ（ルーシの年代記）上では1143年の記述である。この時期のコレラ族は、研究者によって、ラドガ湖北部(ru)のカレリア地峡沿いに居住していたとされている。10世紀からは、現プリオゼルスクに、コレラ族の行政的中心地の役割をなした都市・コレラが存在していたことが、考古学的資料より明らかとなっている。
12世紀に、コレラ族の居住地は、ノヴゴロド公国の行政区画の一つであるオボネガ州(ru)に組み込まれた。また、12世紀から14世紀にかけては、白海沿岸（北ドヴィナ川河口）からボスニア湾岸にかけての地域に、コレラ族の小集団が分散定住していた。